# Congregazione degli operai cristiani di San Giuseppe Calasanzio
La Congregazione degli Operai Cristiani di San Giuseppe Calasanzio (in latino Congregatio pro operariis christianis a Sancto Iosepho Calasanctio, in tedesco Kalasantiner Kongregation) è un istituto religioso maschile di diritto pontificio: i membri di questa congregazione clericale, detti popolarmente Calasantini, pospongono al loro nome la sigla C.Op.

## Storia

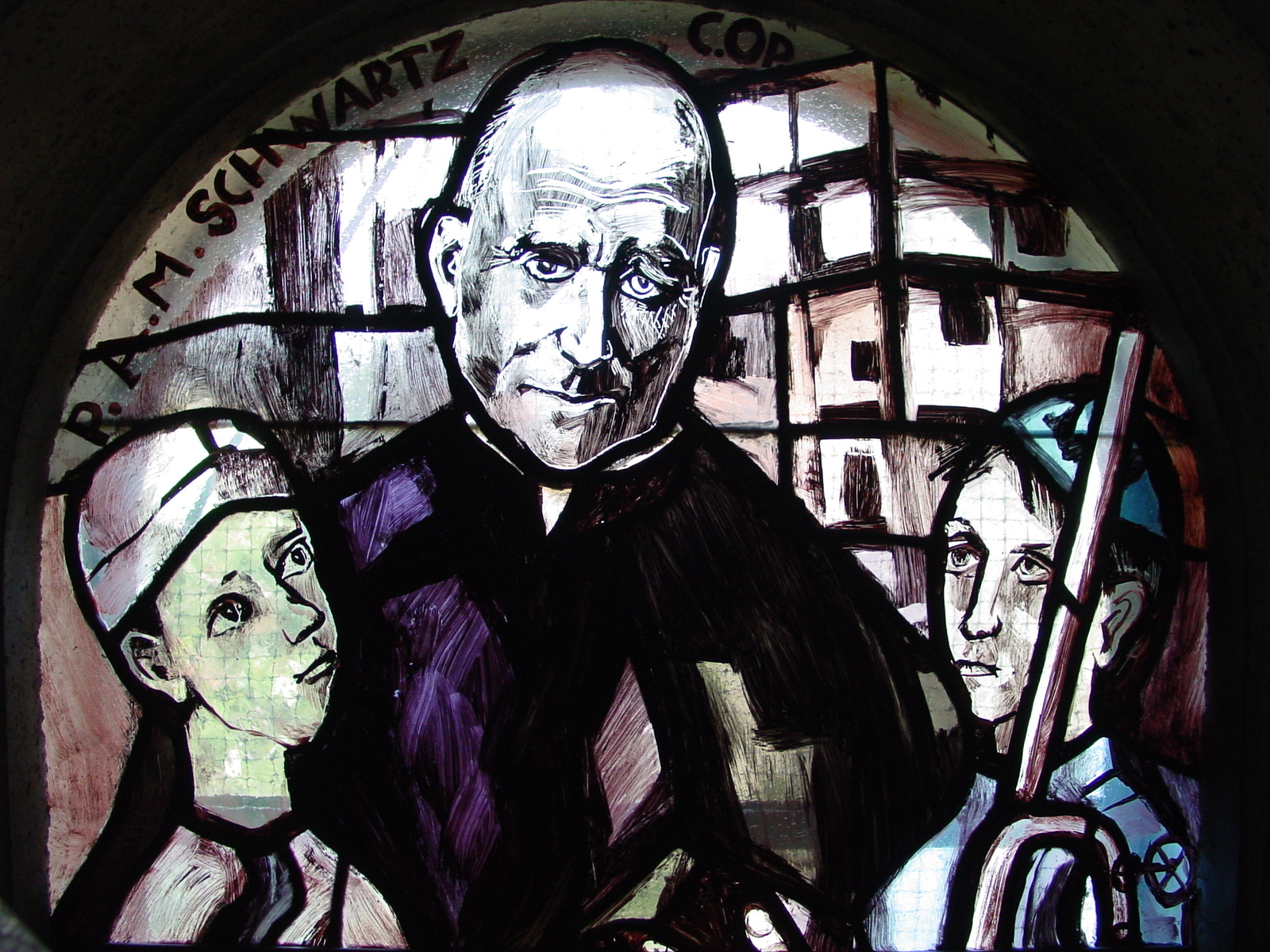
Anton Maria Schwartz, fondatore della congregazione

La congregazione venne fondata dal sacerdote austriaco Anton Maria Schwartz (1852–1929): direttore spirituale di un'associazione di quindici membri, sorta a Vienna nel 1882 per dare assistenza e un'educazione religiosa ai giovani operai, il 24 novembre 1889, con l'autorizzazione dell'arcivescovo di Vienna, diede inizio a una congregazione di sacerdoti che ne proseguisse l'opera.
L'istituto ricevette il pontificio decreto di lode il 3 febbraio 1926 e venne approvato definitivamente dalla Santa Sede il 16 maggio 1939. Ai tre voti comuni a tutti i religiosi, i Calasantini aggiungono quello di lavorare a favore degli operai.
Il fondatore è stato beatificato a Vienna il 21 giugno 1998 da papa Giovanni Paolo II.

## Attività e diffusione
Il fine dei Calasantini è l'apostolato tra gli operai, soprattutto tra i più giovani: organizzano incontri domenicali e oratori, si dedicano alle opere pastorali nelle fabbriche e all'insegnamento della religione nelle scuole professionali.
Sono presenti in Austria (a Vienna, in Bassa Austria, in Stiria) e Brasile (Nova Iguaçu); la sede generalizia è a Vienna.
Al 31 dicembre 2005, la congregazione contava 40 religiosi (26 dei quali sacerdoti) in 8 case.